# 布顿大麦草
布顿大麦草（学名：Hordeum bogdanii Wilensky）是一种禾本科植物。这种植物分布于中国青海、新疆；此外，苏联、蒙古也有分布。